# Hydrogensiřičitan sodný
Hydrogensiřičitan sodný je rozpustná, sodná sůl kyseliny siřičité, jejíž chemický vzorec je NaHSO3. Vodný roztok této látky je kyselý. Hydrogensiřičitan sodný je potravinářská přídatná látka E222. Tato hydrogensiřičitanová sůl může být připravena probubláváním vodného roztoku sody oxidem siřičitým (SO2). Hydrogensiřičitan sodný v kontaktu s chlorovým bělidlem (přípravky, obsahující chlornan sodný) uvolňuje nebezpečné výpary (kombinace chloru, oxidu siřičitého a dalších kyselých a dráždivých sloučenin), nebezpečné zejména pro astmatiky, ale jedovaté i pro ostatní. Tyto výpary se uvolňují v neočekávaně velkém množství.

## Výroba
Již zmíněná výroba je založena na vzniku kyseliny siřičité (H2SO3), která reaguje s uhličitanem sodným za vzniku oxidu uhličitého:

H2O + SO2 → H2SO3

Na2CO3 + H2SO3 → Na2SO3 + CO2 + H2O

Vzniklý siřičitan sodný (Na2SO3) reaguje s vodou a oxidem siřičitým za vzniku hydrogensiřičitanu sodného:

Na2SO3 + SO2 + H2O ↔ 2 NaHSO3

Tato reakce probíhá i zpětně, po čase se tato látka opět rozpadá, ve vodném roztoku probíhá rychleji než na suchu. Na vzduchu tento proces urychluje vzdušná vlhkost. Vzniká oxid siřičitý, který se používal zejména na bělení prádla. Na výrobu je možno použít místo uhličitanu sodného zejména i hydroxid sodný.

Další možností přípravy je opatrná hydrolýza disiřičitanu sodného ve vodném prostředí:
{\displaystyle \mathrm {Na_{2}S_{2}O_{5}+H_{2}O\ \rightleftharpoons \ 2\ NaHSO_{3}} }

## Použití v chemických reakcích
V organické chemii má několikeré použití: tvoří hydrosiřičitanové addukty s aldehydy a určitými cyklickými ketony za vzniku příslušných sulfonátů (které mohou dále sloužit k zavedení kyano skupiny). 
Tato reakce má omezený význam pro syntézy, ale používá se při čištění produktů v chemickém průmyslu. Aldehydy, které znečišťují produkt jsou vysráženy hydrogensiřičitanem a odfiltrovány. Pro reakce v opačném směru se používá zásadité prostředí s obsahem hydrogenuhličitanu nebo hydroxidu sodného a vzniklý hydrogensiřičitan je uvolněn jako oxid siřičitý.
Další hlavní použití je při odbarvování a při odstraňování často barevných nečistot, vzniklých při organické syntéze, jakožto jemné redukční činidlo. Také může, podobně jako hydrogenuhličitan sodný a uhličitan sodný, efektivně odstraňovat přebytky chloru, bromu, jodu a chlornanů, osmičelanových esterů, oxidu chromového a manganistanu draselného.
Také se používá při Buchererově reakci - záměně fenolického hydroxylu za aromatickou aminoskupinu. Tato reakce je reverzibilní.

## Použití v potravinářství
Zatímco podobná sloučenina disiřičitan sodný se používá při výrobě většiny komerčních vín (mimo jiné) k zábraně oxidace a ochraně buketu, hydrogensiřičitan sodný používají k podobným účelům spíše pro výrobu vína podomácku. Používá se k zábraně hnědnutí (způsobovaného oxidací) a k ničení nežádoucích mikrobů ještě před začátkem fermentace. Hydrogensiřičitan ve styku s vodou - zejména v kyselém prostředí - uvolní oxid siřičitý a po přibližně 24 hodinách vyprchá. Potom je již možno přidat čerstvé kvasinky.
Hydrogensiřičitan sodný se také přidává do salátů v barech s obsahem listově zeleně zabarvené zeleniny a i mnohde jinde k udržení čerstvého vzhledu (názvy přípravků například LeafGreen a j.) Použitá koncentrace někdy bývá dostatečná k vyvolání těžké alergické reakce.